# St. Michael (Istein)

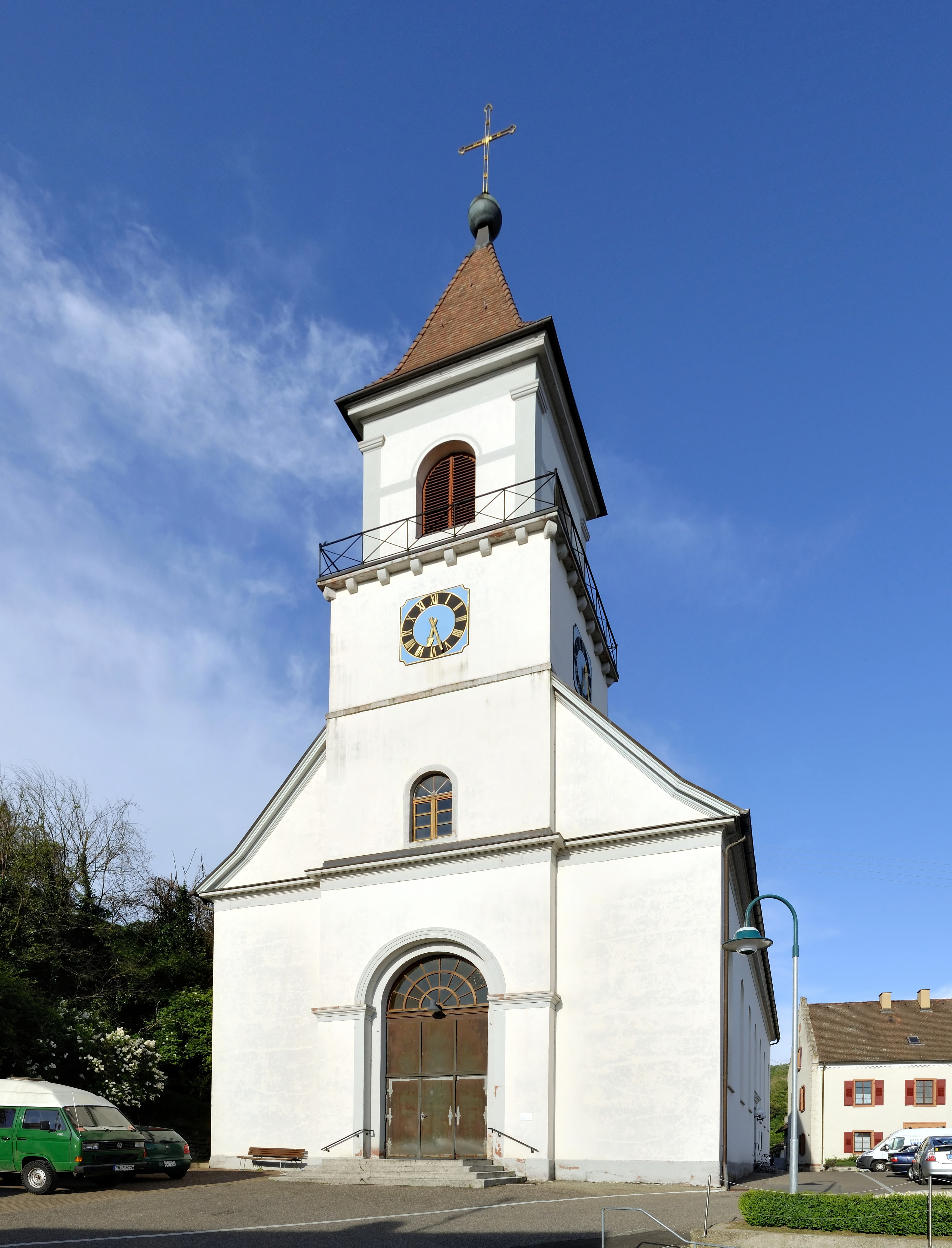
Westfront der Isteiner Michaelskirche

St. Michael ist die katholische Pfarrkirche des Efringen-Kirchener Ortsteils Istein. Die zugehörige Pfarrgemeinde ist Teil der Seelsorgeeinheit Kandern-Istein im Dekanat Wiesental der Erzdiözese Freiburg. 
Die in den 1820er Jahren errichtete Kirche südlich vom Isteiner Klotz hat ihren Ursprung urkundlich nachweisbar Anfang des 14. Jahrhunderts.

## Geschichte

### Vorgeschichte

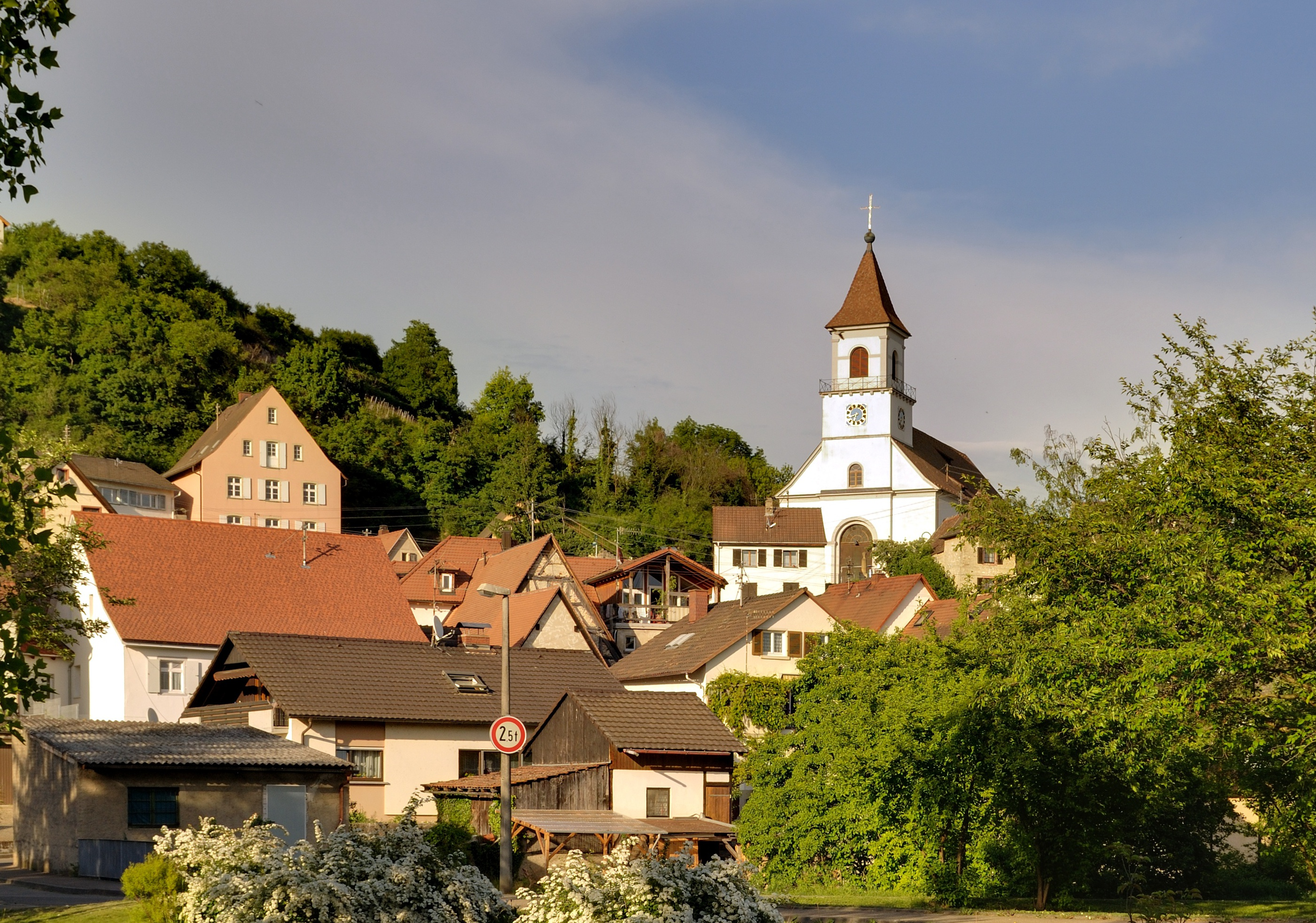
Lage der Kirche im Ort

Der erste Geistliche in Istein („plebanus in Istein“) wird im Jahr 1275 urkundlich genannt, eine Kirche („canonicus sancti Ursincinj ac rector ecclesie de Ystein“) im Jahr 1303. Einem Bericht von 1759 zufolge ist die Kirche in Istein zwei Mal vergrößert worden. Der bauliche Zustand soll im Berichtsjahr schlecht, aber „nicht ruinös“ gewesen sein, während er 1806 als beklagenswert beschrieben wurde. Über einen Neubau wurde bereits Anfang des 19. Jahrhunderts verhandelt. Der Glockenturm – der nach Joseph Sauer noch der romanischen Epoche angehört haben könnte – drohte einzustürzen und musste abgebrochen werden. Da das Langhaus baulich ebenfalls in Mitleidenschaft gezogen wurde, musste die ganze Kirche geschlossen werden. 1812 erhielt daher der Freiburger Architekt Friedrich Arnold den Auftrag zur Anfertigung von Plänen für eine neue Kirche.

### Heutige Kirche
Unter der Bauleitung von Johann Ludwig Weinbrenner, einem Neffen Friedrich Weinbrenners, wurde am 2. Mai 1820 der Grundstein für den Neubau gelegt. Den Bauplatz verschob man etwas hangaufwärts, nördlich vom alten Gotteshaus. Obwohl sich die Arbeiten im Inneren noch bis 1827 hinzogen waren die Außenarbeiten 1822 abgeschlossen; in diesem Jahr fand auch bereits der erste Gottesdienst statt. Im Jahr 1829 wurde die Apsis verändert und 1840 renovierte der Stuckateur Jodok Friedrich Wilhelm die Altäre.
Da man die Innenausstattung als karg empfand, ersetzte man 1880 den Anstrich durch eine ornamentreiche Ausschmückung. 1895 erhielten die Kirchenfenster im Chor und über den Seitenportalen farbige Verglasungen und 1900 wurden auch die restlichen Langhausfenster mit farbigem Glas versehen.
1936 übertünchte man die Ornamentmalerei von 1880 durch einen schlichten Anstrich in weißer und gelber Farbe. Im selben Jahr fertigte der Kunstmaler Stefan Gerstner die Bilder in der Apsiswölbung, an der Langhausdecke und an der Langhausrückwand. Letzteres zeigt Maria mit Jesuskind über dem Isteiner Klotz schwebend.
Da der Isteiner Klotz zum südlichen Ausläufer des Westwalls zählte und damit zwangsläufig auch zum Teil des Kriegsgeschehens während des Zweiten Weltkrieges gehörte, erlitt die Isteiner Kirche in den Jahren 1944/ 45 schwere Beschädigungen.
Mit Einführung der Gemeindereform in den Jahren 1974 bis 1975 betreut die Pfarrei in Istein die Katholiken im gesamten Gemeindegebiet Efringen-Kirchen und ist auch der Filialkirche in Huttingen übergeordnet.

## Beschreibung

### Kirchengebäude
Die Kirche steht leicht erhöht an einem Hang zentral im alten Dorfkern von Istein.  Aus dem rechteckigen, mit einem Satteldach bedeckten Langhaus erhebt sich im Westen über der Eingangsfassade ein vierstöckiger Glockenturm. An den Längsseiten des Langhauses gibt es je fünf rundbogige Fenster; im Osten befindet sich zusätzlich ein Seitenportal.
Das oberste Turmgeschoss mit rundbogigen Klangarkaden zu jeder Seite hin springt etwas zurück und verfügt über einen altanartigen Umgang. Darunter befindet sich nach allen Seiten je ein Zifferblatt der Turmuhr. Der Turm wird von einem vierseitigen Pyramidendach abgeschlossen, das an seiner Spitze von einer Turmkugel und einem Kreuz bekrönt wird.

### Inneres und Ausstattung
Das Innere der Kirche wird über eine Eingangshalle unter dem Turm betreten, deren Decke ein Kreuzgratgewölbe aufweist. Im einschiffige Langhaus ist eine flache Holzdecke eingezogen, der Raum ist vom Chor durch einen doppelten halbrunden Triumphbogen abgeschlossen.
Die drei klassizistischen Altäre und die Kanzel fertigte der Stuckateur Johann Anton Feuerstein aus Arlesheim nach Plänen von Johann Ludwig Weinbrenner an.
Die Orgel ist auf einer Empore im Westen des Langhauses aufgestellt. Die Bankreihen sind über zwei zueinander im rechten Winkel stehenden Mittelgänge in vier Blöcke geteilt. Im Kreuzungspunkt der beiden Gänge steht ein moderner Taufstein.
In der Nordwand der Turmhalle ist über der Türe zur Glockenstube eine Figurengruppe angebracht.

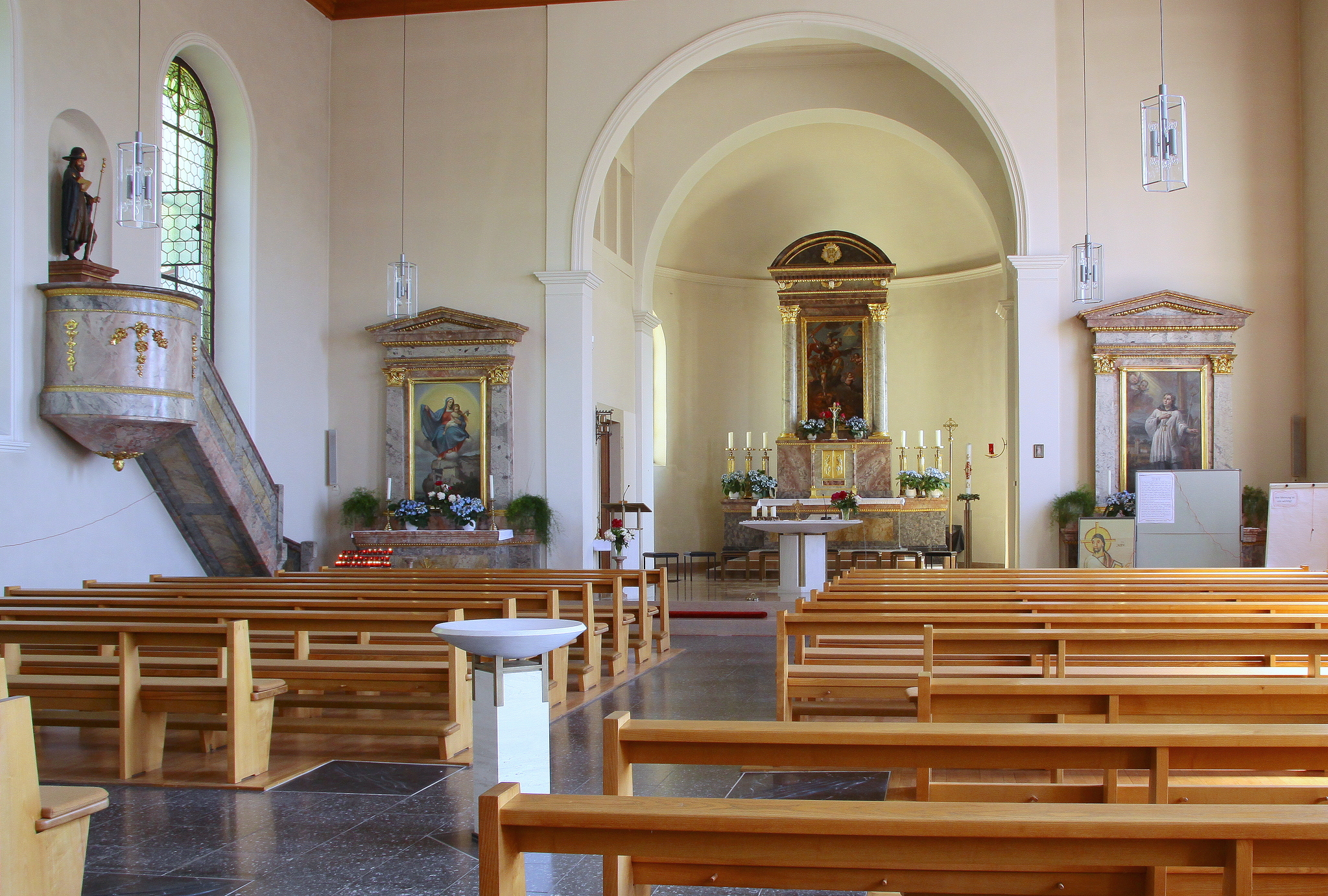
St. Michael: Blick ins Innere
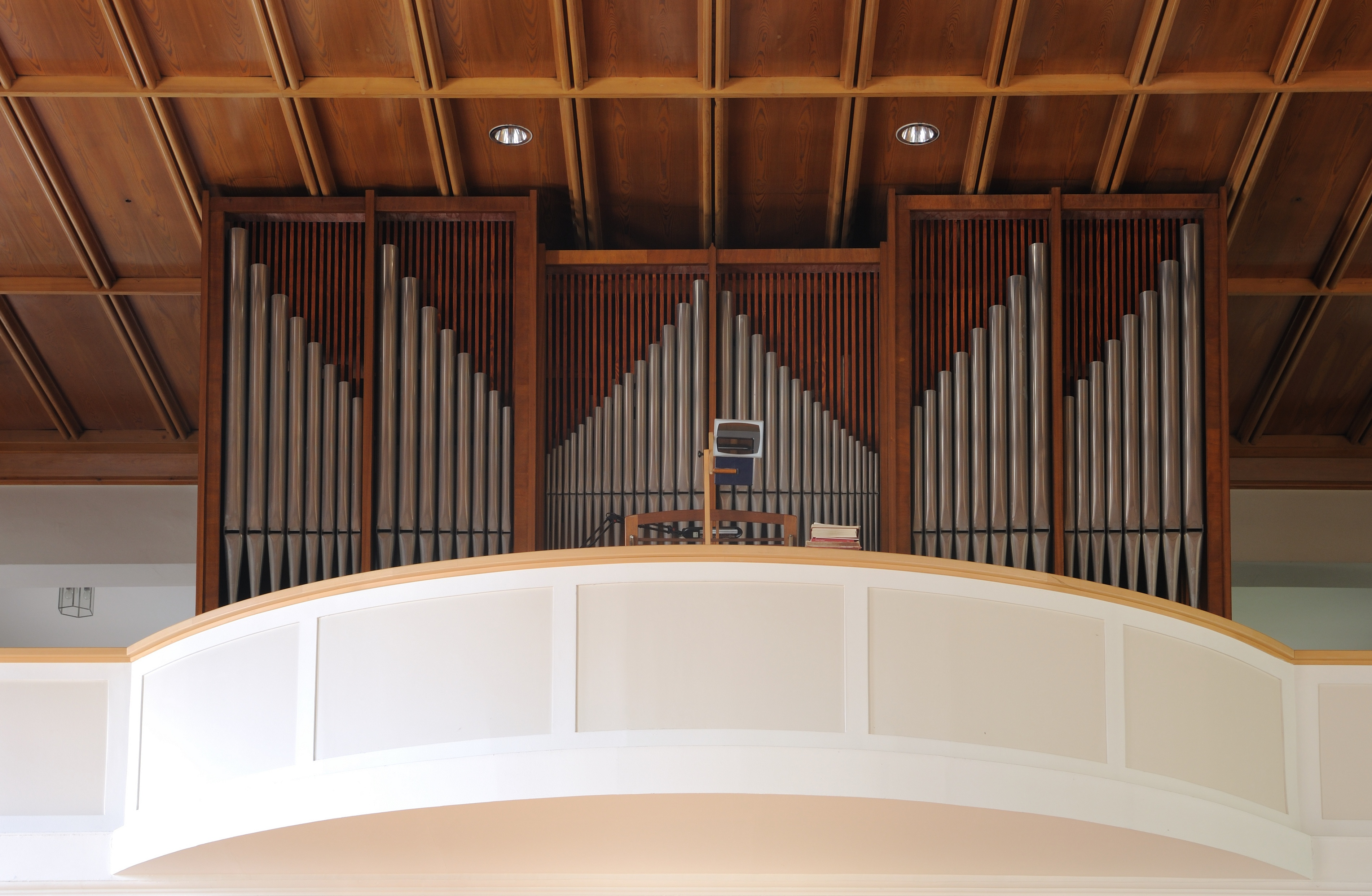
Orgel
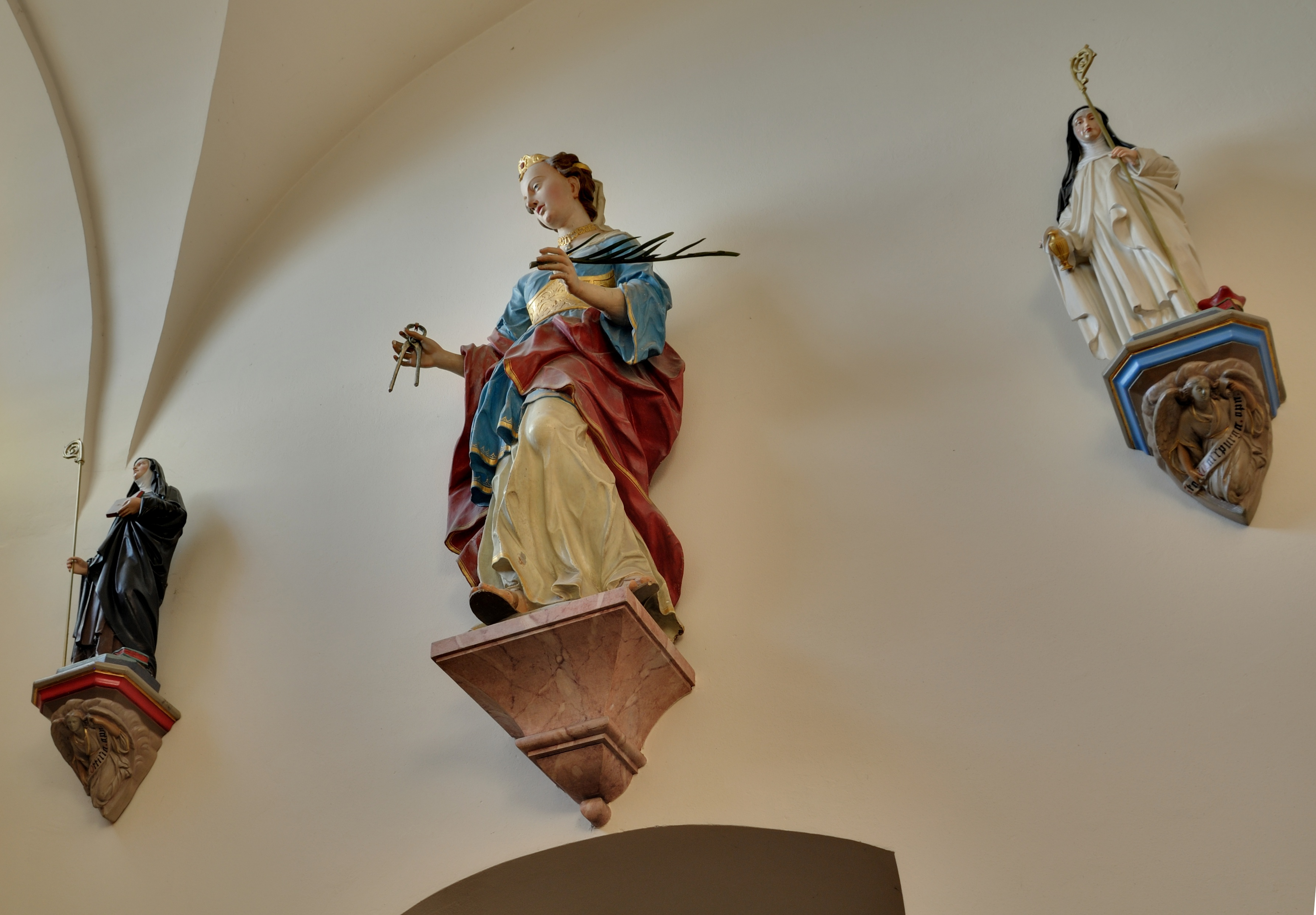
Figuren in der Turmhalle, Mitte: St. Appolonia

### Glocken und Orgel
Das vierstimmige Bronzegeläut von St. Michael wurde 1955 von F. W. Schilling in Heidelberg gegossen und setzt sich wie folgt zusammen:
| Glocke | Name              | Gewicht  | Schlagton | Liturgische Funktion            |
| ------ | ----------------- | -------- | --------- | ------------------------------- |
| 1      | St. Michael       | 1156 kg0 | e′+2      | Toten- und Bußglocke            |
| 2      | St. Maria         | 606 kg   | g′+3      | Betglocke                       |
| 3      | St. Fridolin      | 520 kg   | a′+2      | Vorläute- und Evangeliumsglocke |
| 4      | Schutzengelglocke | 282 kg   | c″+3      | Taufglocke                      |

Alle vier Glocken sind in der Uhrschlag der Turmuhr einbezogen. Glocke 1 schlägt jeweils zur vollen Stunde, die anderen Glocken werden viertelstündlich angeschlagen.
Die Orgel von Blasius Schaxel von 1822 wurde 1930 durch eine des Orgelbauers F. W. Schwarz aus Überlingen ersetzt. Das Instrument mit pneumatischer Traktur besitzt zwei Manuale, ein Pedal und 23 Register.